# Cesare Cozzarini
Cesare Cozzarini (Venezia, 10 ottobre 1918 – Mignano, 10 novembre 1943) è stato un militare italiano.
Ufficiale del Regio Esercito assegnato al 1º Reggimento bersaglieri durante la seconda guerra mondiale, dopo la proclamazione dell'armistizio dell'8 settembre 1943 aderì alla Repubblica Sociale Italiana, entrando nell'Esercito Nazionale Repubblicano. Su sua iniziativa fu costituito a Roma il Battaglione volontari bersaglieri M "Benito Mussolini" che fu impiegato in azione sul fronte di Falciano-Mondragone, contro i reparti della 5ª Armata americana. Caduto in combattimento fu insignito della Medaglia d'oro al valor militare alla memoria.

## Biografia
Nacque a Venezia il 10 ottobre 1918, figlio di Ugo ed Elena del Giudice, in seguito la famiglia si trasferì a Milano dove, all'età di diciotto anni, si arruolò volontario per combattere nella Guerra civile spagnola, nel corso della quale conseguì la qualifica di Ufficiale meharista di Truppe Coloniali con dromedari.
Una volta rientrato in Italia riprese gli studi interrotti diplomandosi, ma all'atto dell'entrata in guerra dell'Italia, il 10 giugno 1940, si arruolò nuovamente volontario, venendo assegnato come sottotenente di complemento al 1° Reggimento bersaglieri di stanza a Napoli.  Prese parte ai combattimenti sul fronte francese, prestando poi servizio di guarnigione nei Balcani e in Provenza.
Alla proclamazione dell'armistizio dell'8 settembre 1943 si trovava in licenza a Milano, dove decise subito di rientrare presso la sede del suo reggimento a Caserta. Una volta arrivato al reparto trovò la caserma vuota, ma si mise subito in movimento per raccogliere volontari al fine di costituire un reparto da combattimento, inquadrato nell'Esercito Nazionale Repubblicano, denominato Battaglione volontari bersaglieri M  "Benito Mussolini", da affiancare alle truppe tedesche. Al termine del brevissimo ciclo addestrativo il battaglione fu inquadrato nel XIV Panzer Korps entrando in azione in Campania, a Monte Rotondo, nella zona Falciano-Mondragone, venendo subito impegnato in durissimi combattimenti con i reparti britannici del X Corpo d'armata (generale Richard McCreery) appartenente alla 5ª Armata americana del generale Mark Wayne Clark.
Promosso capitano per merito di guerra il 1 novembre ed insignito della Croce di Ferro di II classe, cadde in combattimento il 10 dello stesso mese vicino a Mignano. Il suo battaglione continuò comunque a combattere e si hanno notizie certe del suo impiego fino al 18 dicembre 1943. 
La Repubblica Sociale Italiana ne onorò la memoria con la concessione della Medaglia d'oro al valor militare, e gli intitolò una caserma a Varese. Anche Filippo Tommaso Marinetti, fondatore del Futurismo, gli dedicò alcuni versi di ricordo che divennero noti come L'Aeropoema di Cozzarini.

### Annotazioni
1. ↑  Le medaglie, decorazioni ed onorificenze conferite dal governo della RSI non sono riconosciute dalla Repubblica Italiana.
2. ↑  Si trattava di una famiglia discendente dai vetrai dell'isola di Murano, e che allora si trovava in difficoltà economiche.
3. ↑  Lanciò anche un appello alla radio dell'EIAR affinché i volontari si radunassero presso la Caserma "Trastevere" di Roma.
4. ↑  Il battaglione ricevette armi, divise ed equipaggiamenti tedeschi.
5. ↑  Il reparto fu aggregato alla 3ª Panzer Grenadier Division, e dislocato sulla breccia di Mignano, lungo la SS 6 Casilina dominata dalle quote 1170 (Monte Cesima) e 1205 (Monte Sammucro), dalla più prossima quota 357 (Monte Rotondo) a nord, dalla quota 963 (Monte Camino) e dalle vicine quote 588 (Monte Maggiore) e 350 (Monte Lungo) a sud.
6. ↑  Colpito in pieno durante un attacco aereo, il suo corpo fu sepolto sul posto dalla sua Ordinanza, Giovanni Belli, al km 153,6 della Strada Statale n.6 Casilina, in comune di Mignano. Nel dopoguerra la salma fu traslata, a cura di OnorCaduti, presso l'Ossario del Cimitero di guerra tedesco di Caira-Colle Marino, in comune di Cassino, provincia di Frosinone.
7. ↑  Assegnatagli "motu proprio" da Benito Mussolini.
8. ↑  Tale Caserma fu sede del Battaglione Allievi Ufficiali della Guardia Nazionale Repubblicana.

### Fonti
1. 1 2 3 4  Garbin 2009, p. 15.
2. 1 2  Bassetti 2009, p. 232.
3. 1 2  G.G. Pellegrini, La Domenica del Corriere, Suplemento domenicale al Corriere della Sera n.1, 2 gennaio 1944.
4. 1 2 3 4  Bassetti 2009, p. 239.
5. ↑  Pisanò 1967, p. 80.